# Villa del Priorato di Malta

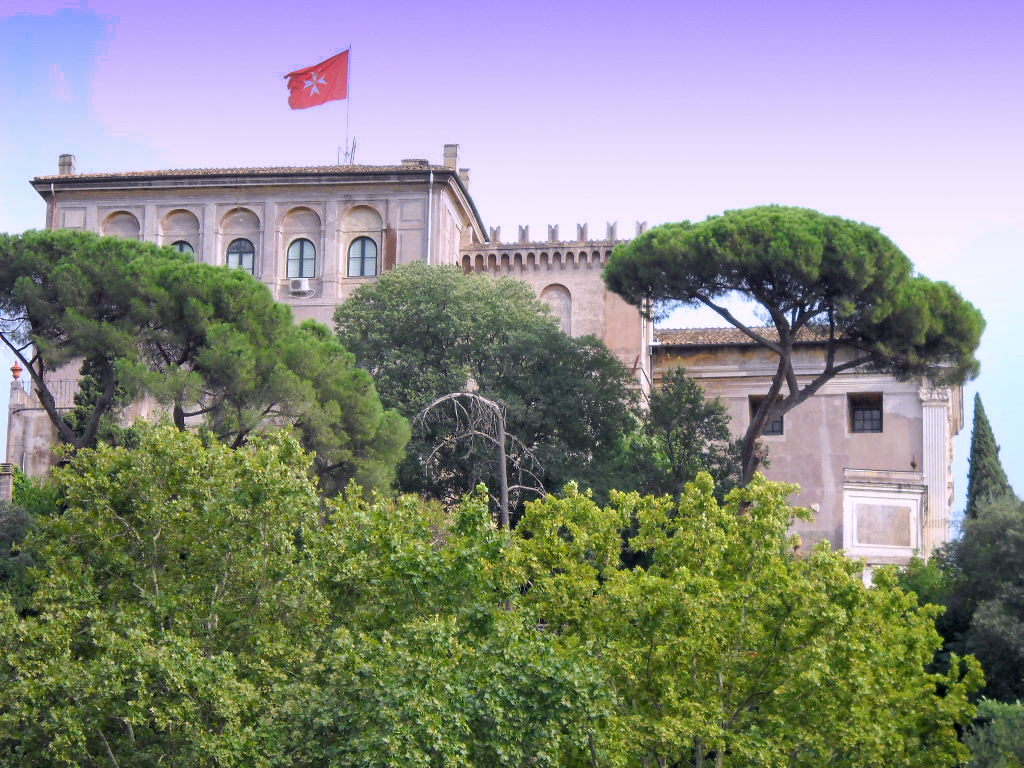
Villa di Malta auf dem Aventin

Die Villa del Priorato di Malta, auch Magistralvilla oder kurz Villa di Malta genannt, auf dem Aventin an der Piazza dei Cavalieri di Malta 4 in Rom ist einer der beiden Hauptsitze des Souveränen Malteserordens. Die Villa hat seit 1869 exterritorialen Status. Der zweite Hauptsitz ist der Palazzo di Malta, er befindet sich in der Via dei Condotti 68. Die Villa ist nicht mit der Villa Malta auf dem Pincio in Rom zu verwechseln.

## Funktion
Die Magistralvilla hat mehrere Funktionen. Im Erdgeschoss befindet sich die Botschaft des Ordens bei der italienischen Republik und die Botschaft des Ordens beim Heiligen Stuhl. Darüber befinden sich die Repräsentationsräume. Im zweiten Stock sind die Räume des Großpriorats von Rom sowie z. B. der Kapitelsaal, wo alle fünf Jahre das Generalkapitel zusammentritt und auch der Großmeister und die Ordensregierung gewählt werden.

## Geschichte
Die Villa wurde auf Betreiben Carlo Kardinal Rezzonicos durch Giovanni Battista Piranesi auf dem Gelände eines älteren Benediktinerklosters errichtet, das Odo von Cluny um das Jahr 936 erbauen ließ. Schon im 15. bis 17. Jahrhundert hatte hier aber eine massive Bautätigkeit stattgefunden.
An der Piazza dei Cavalieri di Malta 4 befindet sich auch die Ordenskirche Santa Maria del Priorato, auch Santa Maria dell’Aventino (Sankt Maria auf dem Aventin) genannt. Neben Maria werden auch der Ordenspatron Johannes der Täufer und der hl. Basilius in der Kirche verehrt.

## Trivia
Das Portal der Villa gehört zu den touristischen Attraktionen Roms, weil das Schlüsselloch eine malerische Perspektive auf die Kuppel des Petersdoms bietet. Durch den exterritorialen Status soll man so drei Länder sehen können: Malta, Italien und Vatikan.

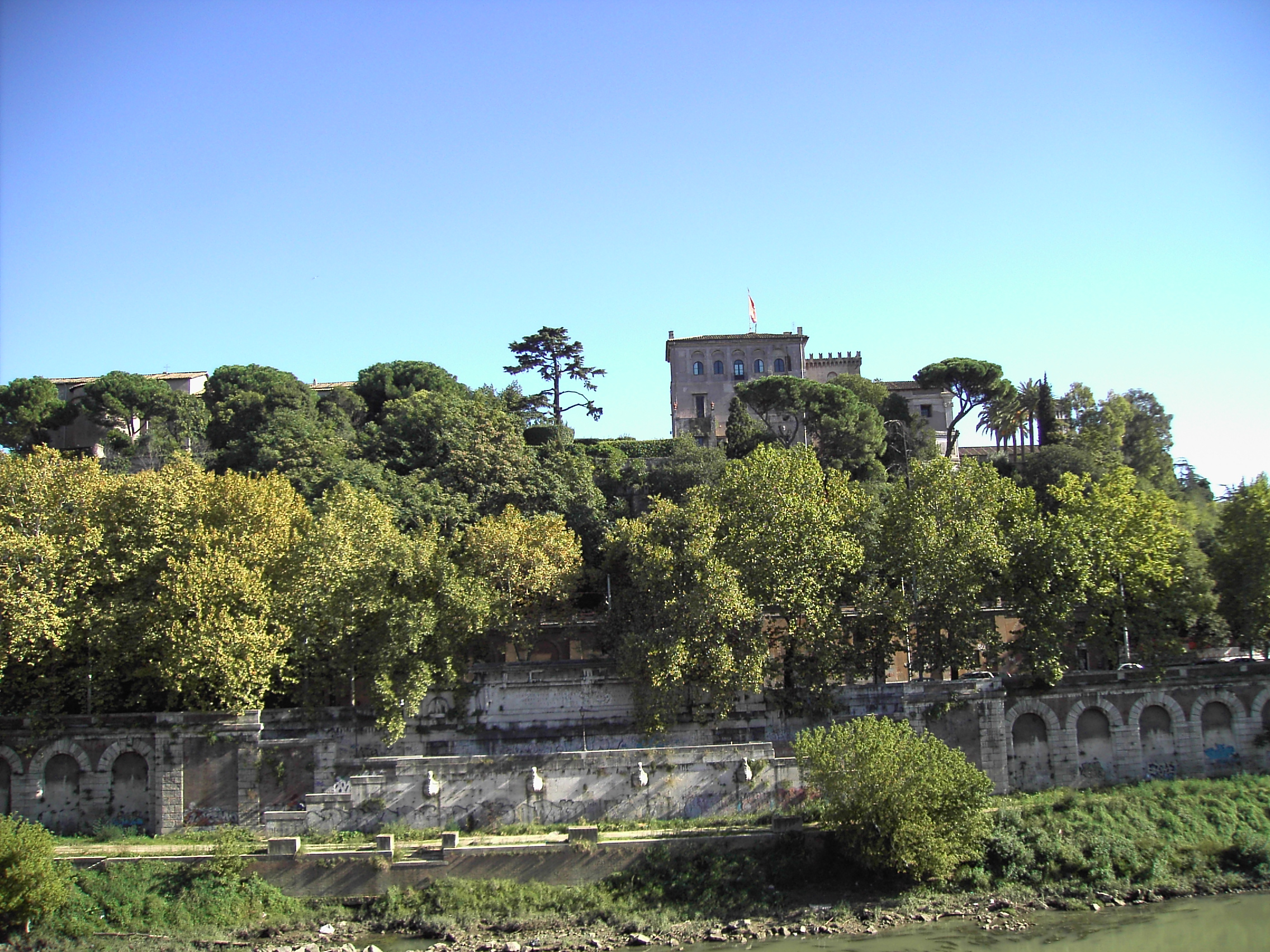
Blick auf den Aventin
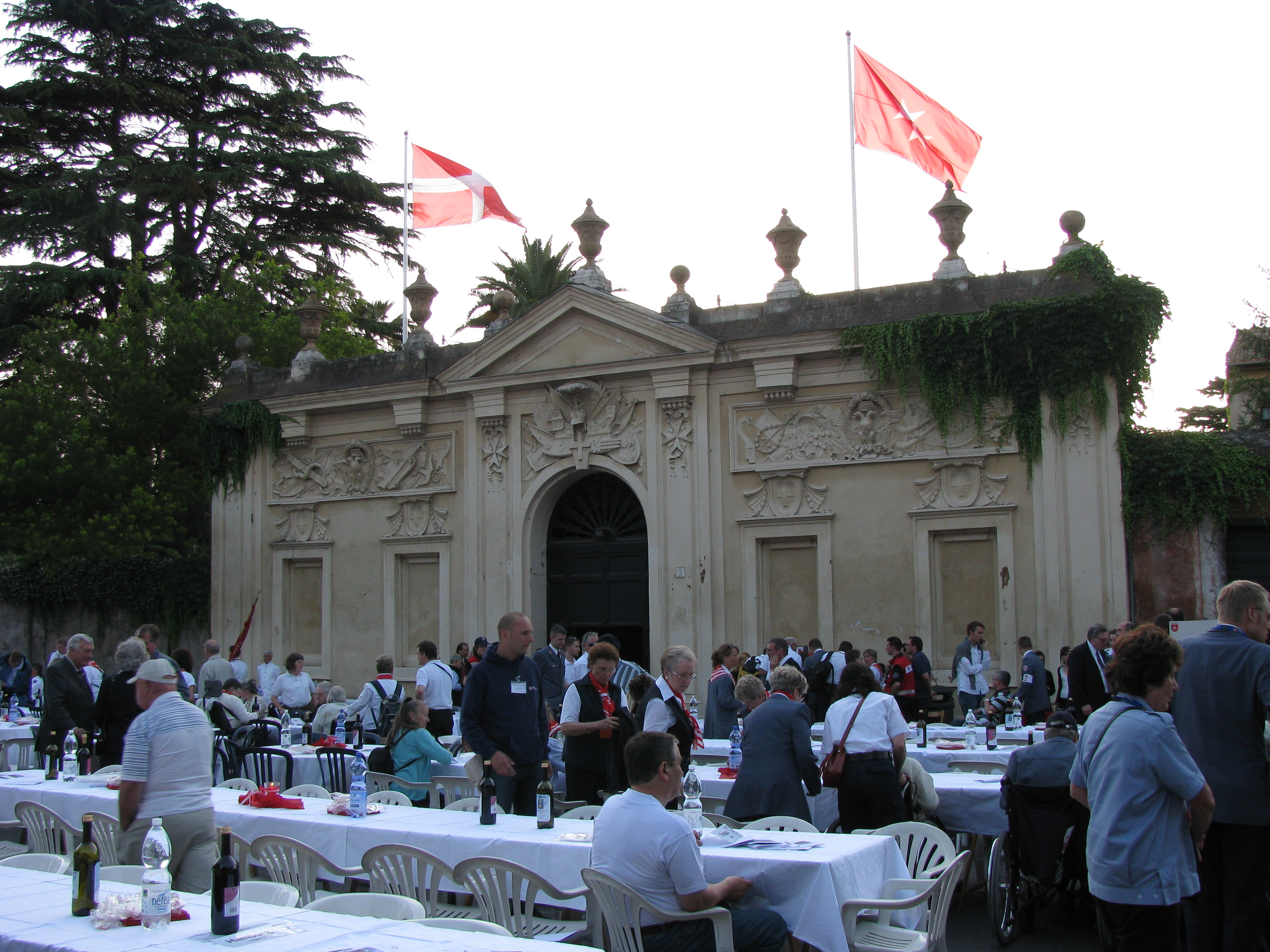
Eingangsportal
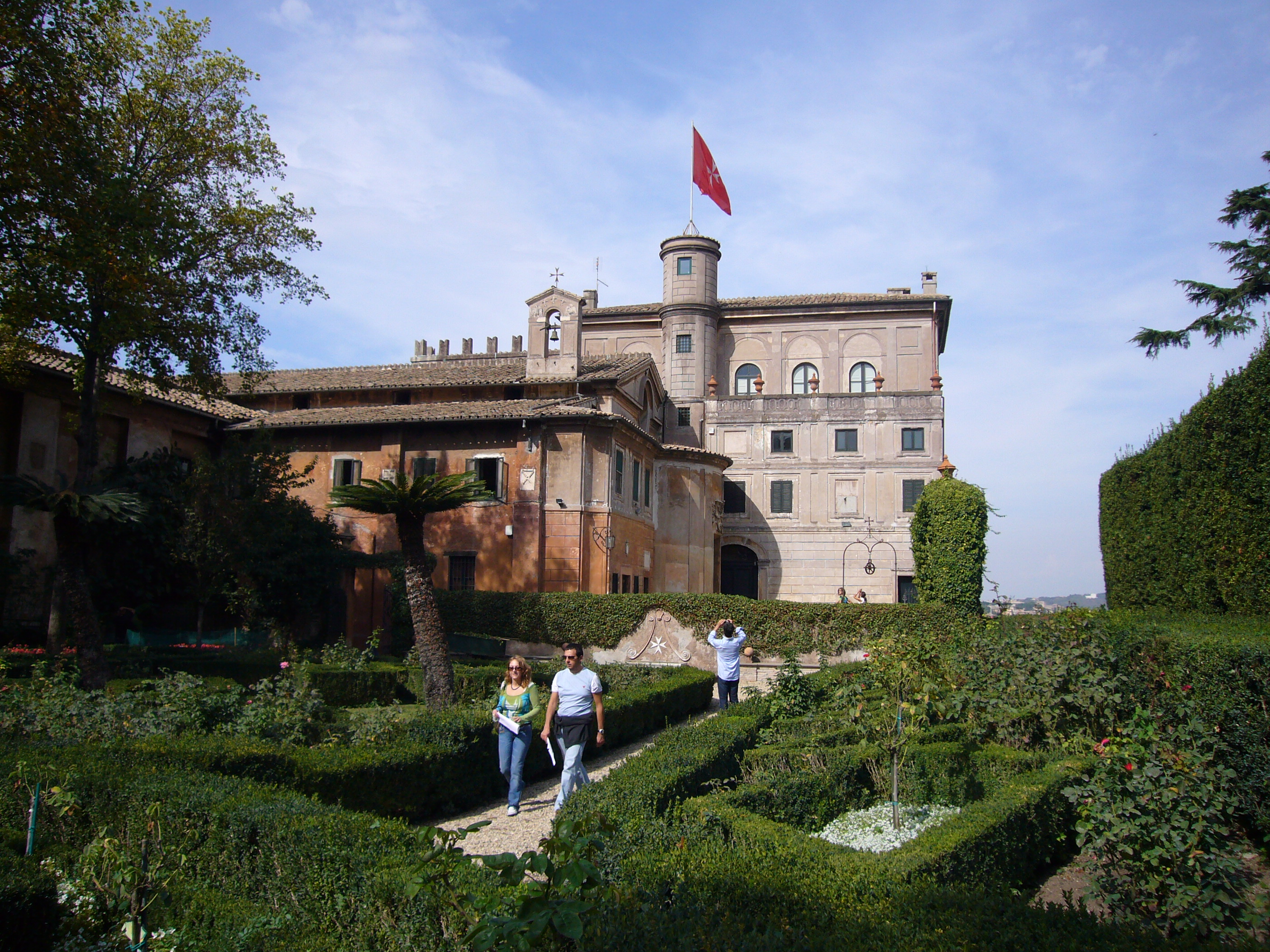
Magistralvilla
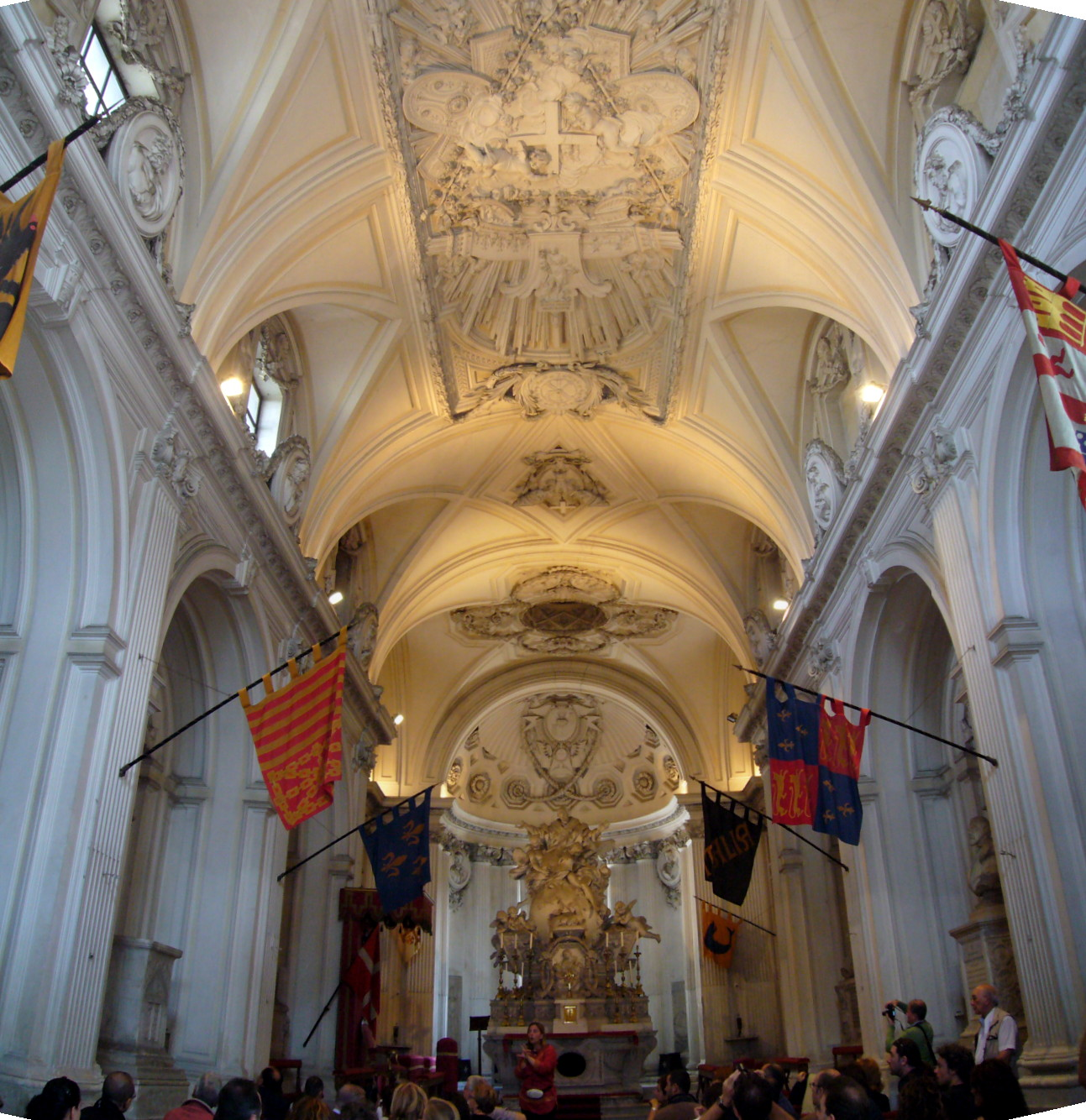
Prioratskirche
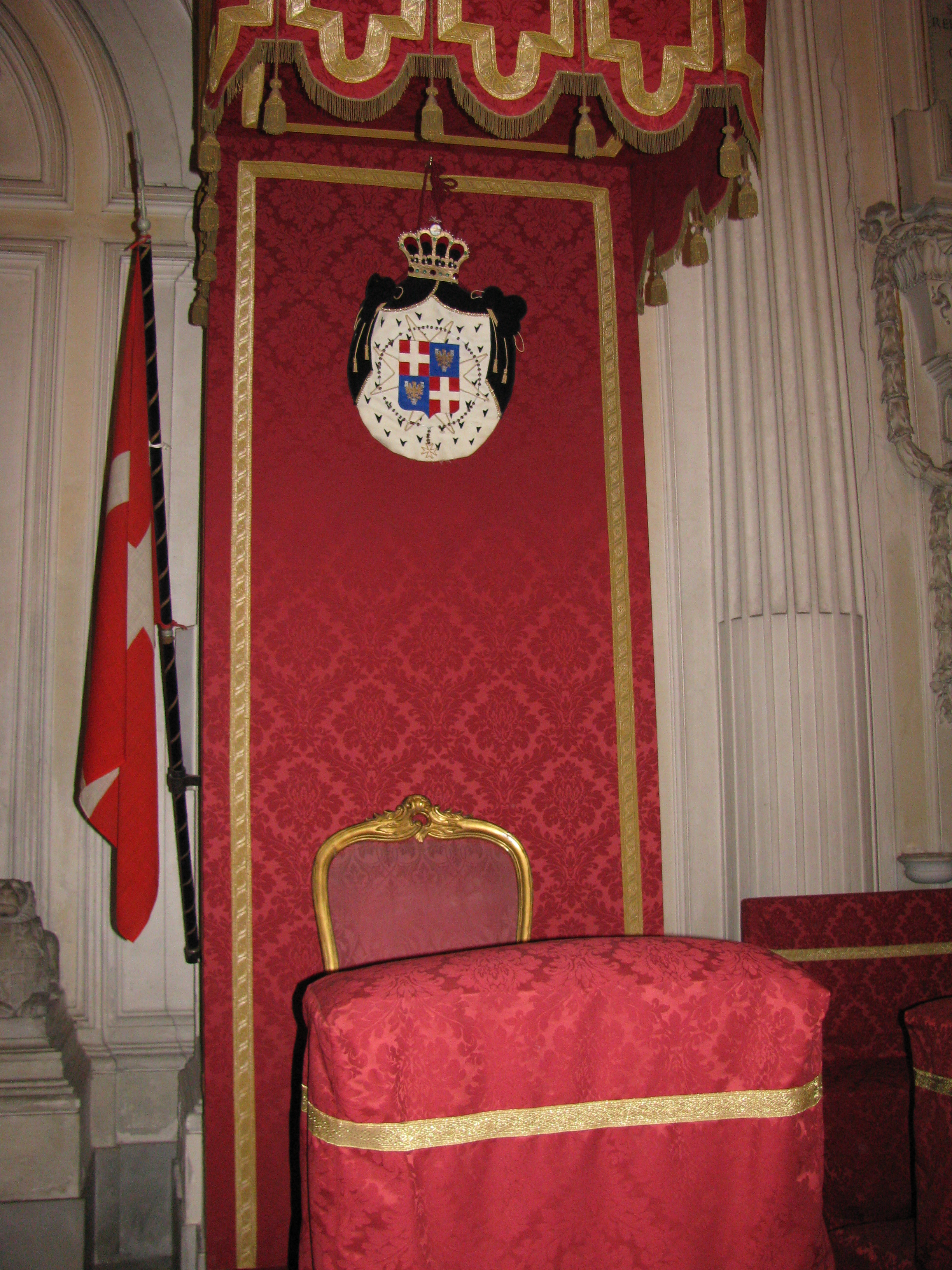
Thron des Großmeisters
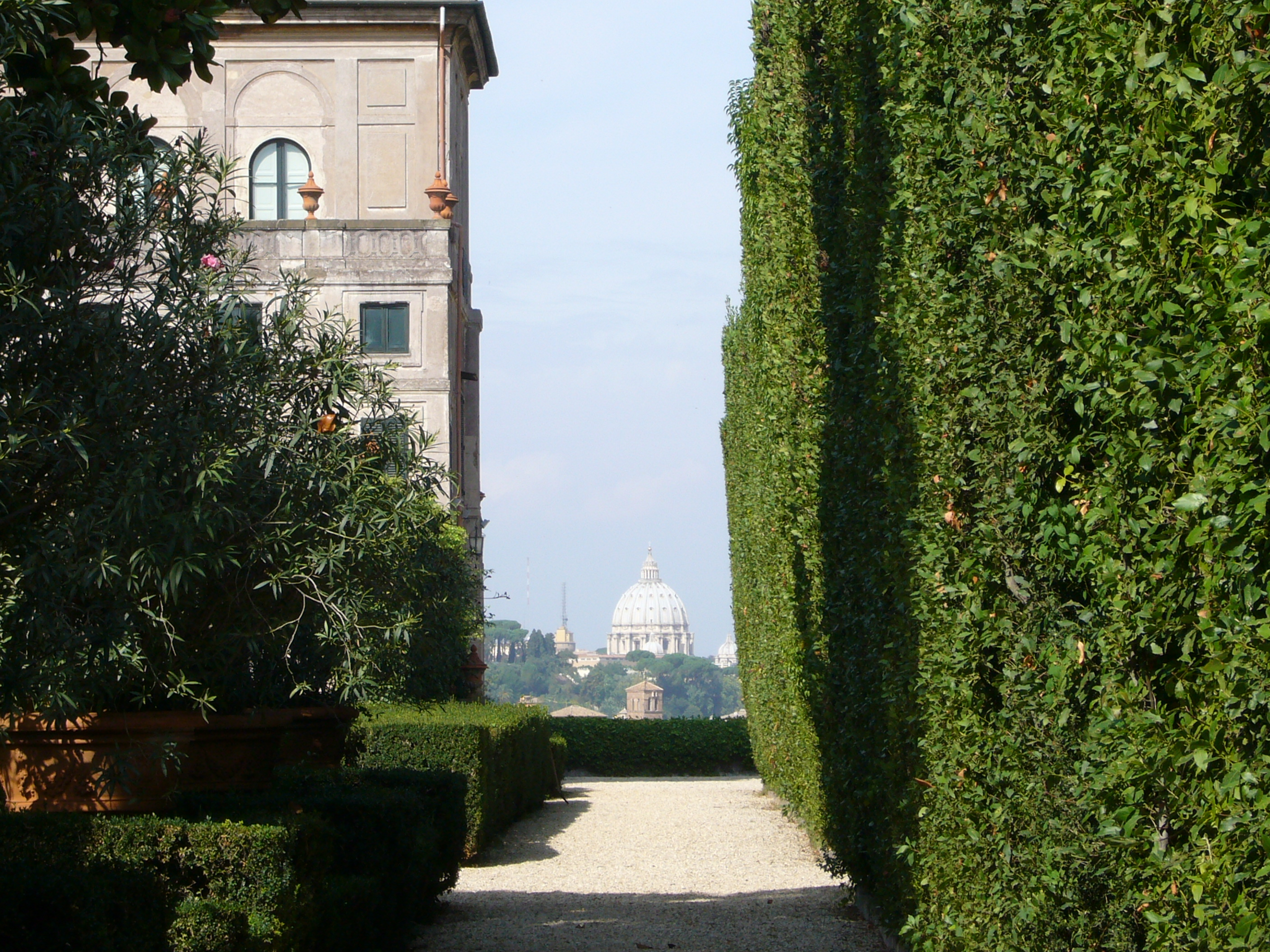
Blick auf den Petersdom